# Paul Hankar
Paul Hankar (Frameries, 11 de desembre de 1859 - Brussel·les, 17 de gener de 1901) va ser un arquitecte i dissenyador belga que, conjuntament amb Victor Horta i Henry van de Velde, és considerat com un dels principals estendards de l'estil Art Nouveau de començaments del segle xx.

## Estudis i formació

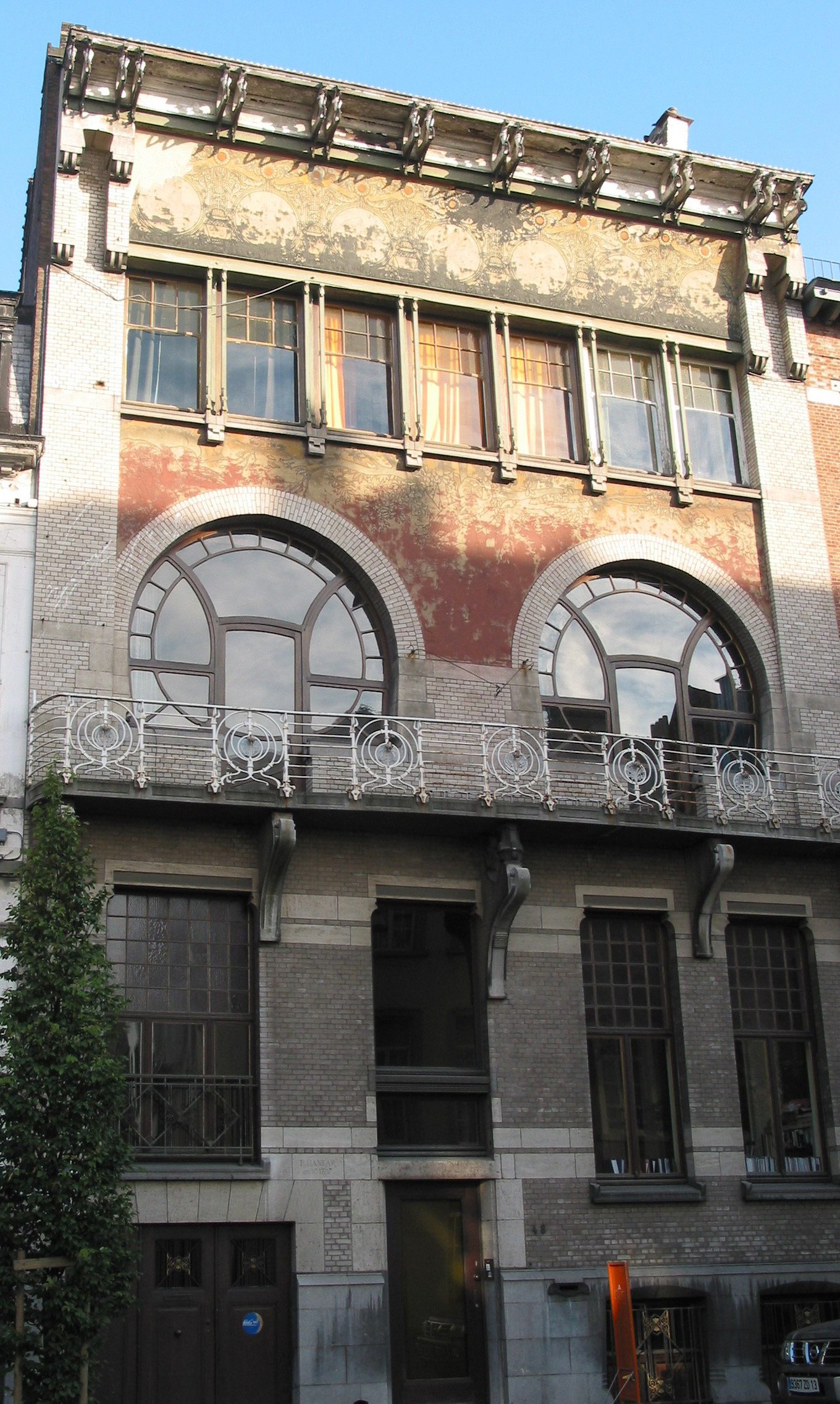
Hôtel Ciamberlani (1897), a Brussel·les.

Hankar, nascut a Frameries, va iniciar la seva carrera com a escultor. Va estudiar a l'Acadèmia Reial de Belles Arts de Brussel·les, on hi va conèixer el seu company Victor Horta, amb qui li va unir gran amistat. Com Horta, Hankar va estudiar profundament les tècniques de la forja del ferro que després empraria en molts dels seus projectes.

## Inicis de la carrera
El 1888, Hankar va començar la seva activitat com a arquitecte i dissenyador de mobiliari a Brussel·les, en col·laboració amb el decorador d'interiors Adolphe Crespin. Un conegut pòster de Crespin de prop de 1893 mostra la tasca de Hankar a la rue Defacqz de Brussel·les. El 1889 va rebre l'encàrrec de projectar el Palau Txabarri a Bilbao, per l'empresari local Víctor Chávarri.
El 1893, va construir la seva pròpia casa, la qual conjuntament amb l'Hôtel Tassel de Victor Horta (construït al mateix temps) és considerada una de les dues primeres cases construïdes al món en estil Art Nouveau.

## Obra de maduresa

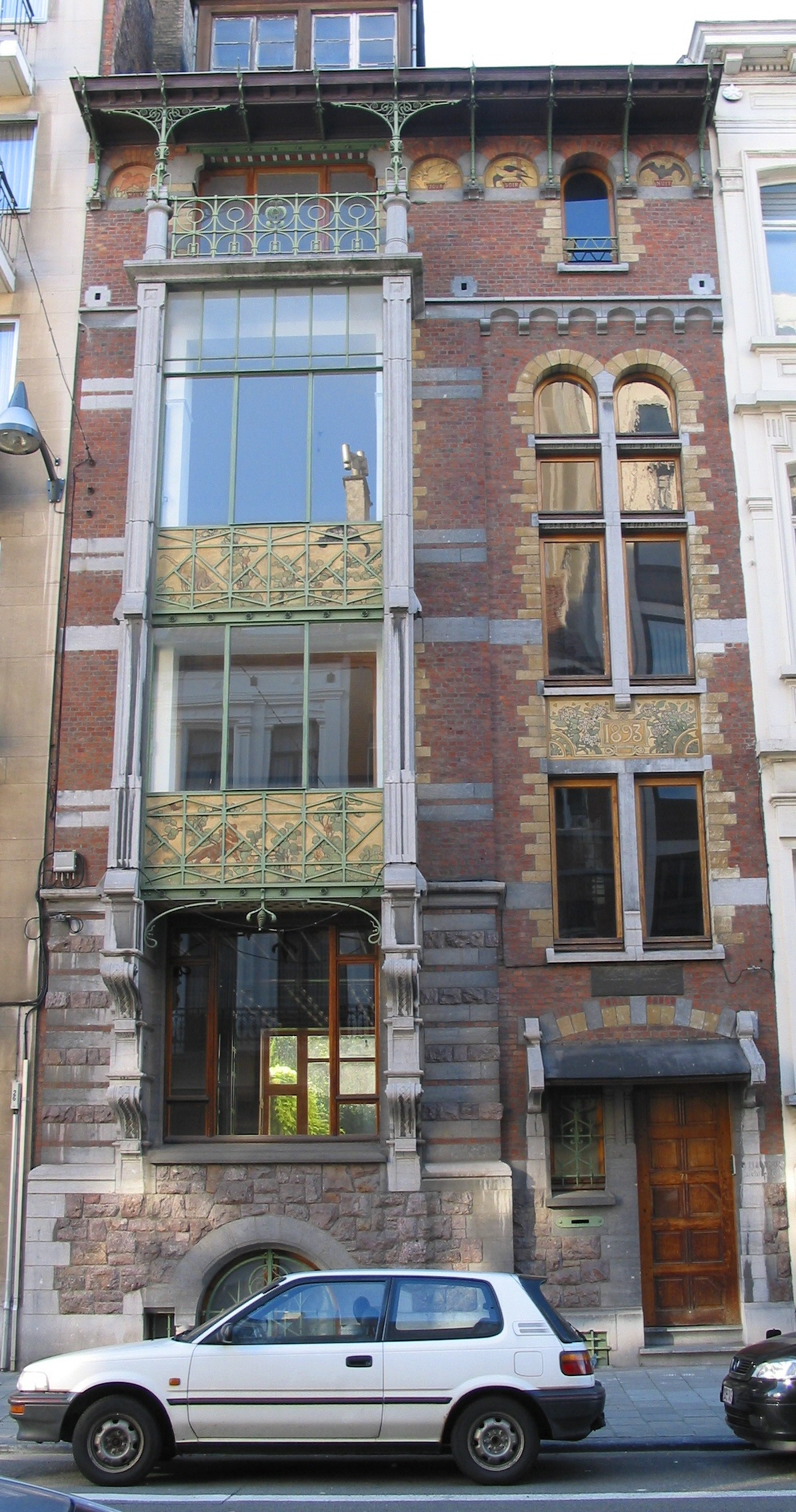
La casa Hankar (1893), Brussel·les.

El 1896, Hankar presentà un projecte per la « Cité des Artistes » ("Ciutat dels Artistes") per la vila costanera de Westende, on hi concebia una cooperativa d'artistes amb cases i estudis. Tot i que el projecte mai no es va dur a terme, cinc anys més tard va inspirar els artistes de la colònia d'artistes de Darmstadt a Darmstadt, Alemanya, i els artistes de la Secessió de Viena.
Per l'Exposició Internacional de Brussel·les de 1897, Hankar, conjuntament amb Henry Van de Velde, Gustave Serrurier-Bovy (un arquitecte i dissenyador Art Nouveau de Lieja), i Georges Hobé, s'encarregà del disseny de l'exposició sobre el Congo, que va esdevenir coneguda per la seva utilització total de l'Art Nouveau. El mateix any, Hankar participà en l'exposició colonial a Tervuren, en la qual fou el responsable de la coordinació de les tasques de diversos artesans i dissenyadors de mobles.
La major part dels edificis de Hankar és a Brussel·les. A més dels mencionats anteriorment, va construir:
- Maison Zegers-Regnard (1895)
- Maison i farmàcia Peeters (1896)
- Hôtel Renkin (1897, destruït)
- Hôtel Kleyer (1898)
- Maison Bartholomé i el seu estudi (1898, destruït)
- Niguet Haberdashery (1899)